# Lévai János
Lévai János (Budapest, 1932. május 4. – Budapest, 1976. június 1.) orvos, az orvostudományok kandidátusa (1972).

## Élete
Lévai Pál (1892–1957) gépészmérnök, feltaláló és Birman Cecília (1899–1965) fiaként született kikeresztelkedett zsidó családban. A Budapesti II. kerületi Magyar Királyi Állami Toldy Ferenc Gimnáziumban érettségizett. Az orvosi egyetemet ösztöndíjasként Ivanovóban és Kijevben végezte. A Kijevi Orvostudományi Egyetemen 1956-ban avatták orvosdoktorrá. 1956 és 1976 között a Fővárosi László Kórházban előbb az I. sz., később a IV. sz. Belgyógyászati Osztályon dolgozott, 1972-től főorvosként. Közben az ENSZ FAO ösztöndíjasa volt a liverpooli Trópusi Intézetben, ahol 1966-ban trópusi betegségekből nyert szakképesítést. 1968 és 1972 között a moszkvai Trópusi Intézet 1. aspiránsa volt.
Hivatása teljesítése közben repülőgép-szerencsétlenség áldozata lett.
Tagja volt a Magyar Szolidaritási Bizottságnak, elnökségi tagja a Magyar Természetbarát Szövetségnek és vezetője a Vizitúra Bizottságnak.
A budapesti Farkasréti temetőben helyezték nyugalomra.

## Főbb művei
- Halálos végű Chloramphenicol enterocolitis. Gonda Györggyel. (Orvosi Hetilap, 1959, 45.)
- Myasthenia gravisban szenvedő betegek tartós gépi lélegeztetéséről. Nagy Lászlóval. (Orvosi Hetilap, 1960, 38.)
- Brill-Zinsser betegség. Binder Lászlóval. (Orvosi Hetilap, 1963, 16.)
- Adatok a galandférgesség klinikumához és therápiájához. Lengyel Annával, Bánki Györggyel. (Orvosi Hetilap, 1968, 30.)
- Trópusi klíma, exoticus betegségek II. („A trópusi országokból érkezők szűrővizsgálatáról”). Várnai Ferenccel. (Orvosi Hetilap, 1968, 51.)
- Tapasztalataink trópusi eredetű parazitás betegségek kezelésével. Vidor Évával. (Orvosi Hetilap, 1969, 8.)
- Trópusi betegségek (Várnai Ferenccel, Budapest, 1973)
- A levamizollal nyert eddigi hazai tapasztalatok parazitológiai és klinikai értékelése. Lengyel Annával, Frank Kálmánnal és Gémesi Gyulával. (Orvosi Hetilap, 1973, 23.)

## Díjai, elismerései
- Munka Érdemrend arany fokozata (1976, posztumusz)

## Származása
| Lévai János (Budapest, 1932. máj. 4.– Budapest, 1976. jún. 1.) orvos | Apja: Lévai Pál (Budapest, 1892. máj. 30.– Budapest, 1957. aug. 25.) gépész- és villamosmérnök, feltaláló | Apai nagyapja: Lévai József (1882-ig Lévi József) (Szentes, 1863. okt. 13.– Budapest, 1939. jan. 24.) sebész, kórházigazgató | Apai nagyapai dédapja: Lévi Lipót (1833 körül– Szeged, 1913. márc. 19.)             |
| Lévai János (Budapest, 1932. máj. 4.– Budapest, 1976. jún. 1.) orvos | Apja: Lévai Pál (Budapest, 1892. máj. 30.– Budapest, 1957. aug. 25.) gépész- és villamosmérnök, feltaláló | Apai nagyapja: Lévai József (1882-ig Lévi József) (Szentes, 1863. okt. 13.– Budapest, 1939. jan. 24.) sebész, kórházigazgató | Apai nagyapai dédanyja: Schőn Janka                                                 |
| Lévai János (Budapest, 1932. máj. 4.– Budapest, 1976. jún. 1.) orvos | Apja: Lévai Pál (Budapest, 1892. máj. 30.– Budapest, 1957. aug. 25.) gépész- és villamosmérnök, feltaláló | Apai nagyanyja: Grosz Malvina (Matild) (Kecskemét, 1870. jan. 16.– Budapest, 1945. febr. 14.)                                | Apai nagyanyai dédapja: Grosz Márton (1825 körül– Kecskemét, 1893. ápr. 1.) magánzó |
| Lévai János (Budapest, 1932. máj. 4.– Budapest, 1976. jún. 1.) orvos | Apja: Lévai Pál (Budapest, 1892. máj. 30.– Budapest, 1957. aug. 25.) gépész- és villamosmérnök, feltaláló | Apai nagyanyja: Grosz Malvina (Matild) (Kecskemét, 1870. jan. 16.– Budapest, 1945. febr. 14.)                                | Apai nagyanyai dédanyja: Grünhut Róza (1827 körül– Budapest VI., 1900. szept. 11.)  |
| Lévai János (Budapest, 1932. máj. 4.– Budapest, 1976. jún. 1.) orvos | Anyja: Birman Cecília (Újpest, 1899. júl. 12.– Budapest II., 1965. okt. 31.)                              | Anyai nagyapja: Birman Lipót (Vágújhely, 1863. febr. 13.– Budapest V., 1932. febr. 14.) életbiztosítási hivatalnok           | Anyai nagyapai dédapja: Birman Fülöp                                                |
| Lévai János (Budapest, 1932. máj. 4.– Budapest, 1976. jún. 1.) orvos | Anyja: Birman Cecília (Újpest, 1899. júl. 12.– Budapest II., 1965. okt. 31.)                              | Anyai nagyapja: Birman Lipót (Vágújhely, 1863. febr. 13.– Budapest V., 1932. febr. 14.) életbiztosítási hivatalnok           | Anyai nagyapai dédanyja: Weiss Betti (Borbála)                                      |
| Lévai János (Budapest, 1932. máj. 4.– Budapest, 1976. jún. 1.) orvos | Anyja: Birman Cecília (Újpest, 1899. júl. 12.– Budapest II., 1965. okt. 31.)                              | Anyai nagyanyja: Lőwy Nanette (Vágújhely, 1866. ápr. 2.–?)                                                                   | Anyai nagyanyai dédapja: Lőwy Herman                                                |
| Lévai János (Budapest, 1932. máj. 4.– Budapest, 1976. jún. 1.) orvos | Anyja: Birman Cecília (Újpest, 1899. júl. 12.– Budapest II., 1965. okt. 31.)                              | Anyai nagyanyja: Lőwy Nanette (Vágújhely, 1866. ápr. 2.–?)                                                                   | Anyai nagyanyai dédanyja: Katalin                                                   |